# Stephen Kingsley
Stephen Kingsley (Stirling, Skócia, 1994. július 23. –) skót labdarúgó, aki jelenleg a Swansea Cityben játszik, hátvédként.

## Pályafutása

### Falkirk
Kingsley 2011. április 12-én, 16 évesen mutatkozott be a Falkirk első csapatában, a Partick Thistle ellen.  A 2011-12-es szezonban, egy Brechin City elleni ligakupameccsen megsérült, ami után három hónapig nem játszhatott. 2013 márciusában 2015-ig meghosszabbította szerződését a csapattal. 2014. április 5-én, a Cowdenbeath ellen lejátszotta 100. mérkőzését a Falkirkben.

### Swansea City
2014. június 30-án ismeretlen összeg ellenében leigazolta a Swansea City, hároméves szerződést kötve vele. 2015. február 18-án kölcsönben a harmadosztályú Yeovil Townhoz igazolt. Kölcsönszerződése eredetileg egy hónapra szólt, de később a szezon végéig meghosszabbították. Tizenkét mérkőzése alatt nem csak hátvédként, hanem középpályásként is pályára lépett a csapatban. Sokoldalúsága miatt megdicsérte a Yeovil menedzsere, Terry Skiverton. 2015 augusztusában kölcsönvette a harmadosztályú Crewe Alexandra.
A Swansea első csapatában 2016. január 10-én, egy Oxford United elleni FA Kupa-mérkőzésen mutatkozott be. A Premier League-ben március 2-án, az Arsenal ellen debütált.

### A válogatottban
Kingsleyt 2012 áprilisában hívták be először az U18-as skót válogatottba, két Szerbia elleni mérkőzésre. Az első találkozót végigjátszotta, a másodikon egyórányi játékidőt kapott. 2015 márciusában, Magyarország ellen debütált az U21-es válogatottban. 2016. május 20-án megkapta első behívóját a felnőtt válogatottba, az Olaszország és Franciaország elleni barátságos meccsekre. Franciaország ellen, június 4-én mutatkozott be a csapatban.

## Külső hivatkozások
- Stephen Kingsley pályafutásának statisztikái a Soccerbase oldalon (angolul)